# Prix de la Révélation
Pour les articles homonymes, voir Grand prix.
Le Prix de la Révélation est une récompense de cinéma décernée depuis 2006 à un film au cours du Festival du cinéma américain de Deauville.
- De 2006 à 2014 c'est Cartier qui est partenaire (Prix de la Révélation Cartier)
- De 2015 à 2018 c'est Kiehl's qui est partenaire (Prix Kiehl's de la Révélation)
- À partir de 2019 c’est la Fondation Louis Roederer qui est partenaire (Le Prix de Fondation Louis Roederer de la Révélation)

## Palmarès
- 2006 : Half Nelson de Ryan Fleck
- 2007 : Rocket Science de Jeffrey Blitz
- 2008 : Ballast de Lance Hammer
- 2009 : The Messenger de Oren Moverman
- 2010 : Jewish Connection de Kevin Asch
- 2011 : Detachment de Tony Kaye
- 2012 : Les Bêtes du Sud sauvage (Beasts of the Southern Wild) de Benh Zeitlin
- 2013 : Fruitvale Station de Ryan Coogler
- 2014 : A Girl Walks Home Alone at Night d'Ana Lily Amirpour
- 2015 : James White de Josh Mond
- 2016 : Le Teckel de Todd Solondz
- 2017 : A Ghost Story de David Lowery
- 2018 : We the Animals de Jeremiah Zagar
- 2019 : Bull d'Annie Silverstein
- 2020 : The Nest de Sean Durkin
- 2021 : Le Monde de John (John and the Hole) de Pascual Sisto
- 2023 : The Sweet East de Sean Price Williams
- 2024 : In the Summers d'Alessandra Lacorazza Samudio